# Небуг (річка)
Небуг — річка розташована на північний захід від міста Туапсе.У гирлі стоїть селище Небуг. Має витоки на південному схилі гори Фаше. Довжина річки 20 км, площа водозбору 84 км³. 
З приток найбільш великі: річка Понежина, що бере початок на південно-східному схилі гори Остра. Впадає в річку Небуг в районі урочища Скворцова. Довжина 8 км. У верхів'ях річки Понежіна розташовані мальовничі прямовисні скелі, звуження і водоспади; річка Кругла бере початок на південному схилі гори Погорела (висота гори 596 метрів). Довжина притоки 4 км.
У долині річки Небуг розташовані: урочище Парна, урочище Скворцова, де збереглися в первинному вигляді ліс і лісові галявини. На притоці Понежіна у верхній течії є водоспади, скелі. Красива і мальовнича долина р. Небуг в урочищі Парна що розташоване біля підніжжя гори Пшенична. 
Об'єм води під час паводків значно збільшується і сягає 600 м³/сек. Середньорічна витрата води в не паводковий період становить 9 м³/сек. Кількість паводків на рік 10 —12.